# Чайры
Чайры (чечен. Чайра) — село в Шаройском районе Чечни. Административный центр Чайринского сельского поселения.

## География
Село расположено на левом берегу реки Чадыри, чуть выше впадения в неё левого притока Кэлакхойн-ин, к юго-востоку от районного центра Химой.
Ближайшие населённые пункты: на северо-востоке — хутор Кататлы, на востоке — село Кенхи и хутор Рахулахле, на юго-западе — село Хакмадой, на северо-западе — село Химой.

## Население
| 2002 | 2010 | 2012 | 2013 | 2014 | 2015 | 2016 |
| ---- | ---- | ---- | ---- | ---- | ---- | ---- |
| 121  | ↗139 | ↗143 | →143 | ↘142 | ↘132 | ↘129 |
| 2017 | 2018 | 2019 | 2020 | 2021 | 2023 | 2024 |
| ↘127 | ↘122 | ↗123 | ↘121 | ↘81  | ↘79  | →79  |

Национальный состав
По данным Всероссийской переписи населения 2010 года:
| Народ   | Численность, чел. | Доля от всего населения, % |
| ------- | ----------------- | -------------------------- |
| аварцы  | 106               | 76,26 %                    |
| чеченцы | 33                | 23,74 %                    |
| всего   | 139               | 100,00 %                   |

## Галерея

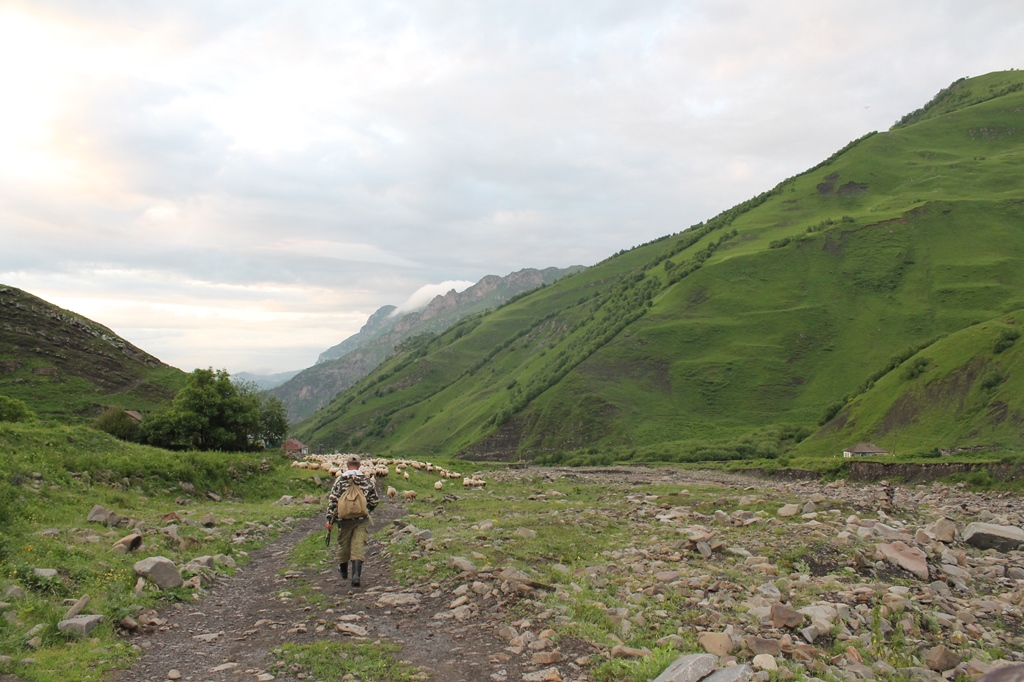
Окрестности села Чайры
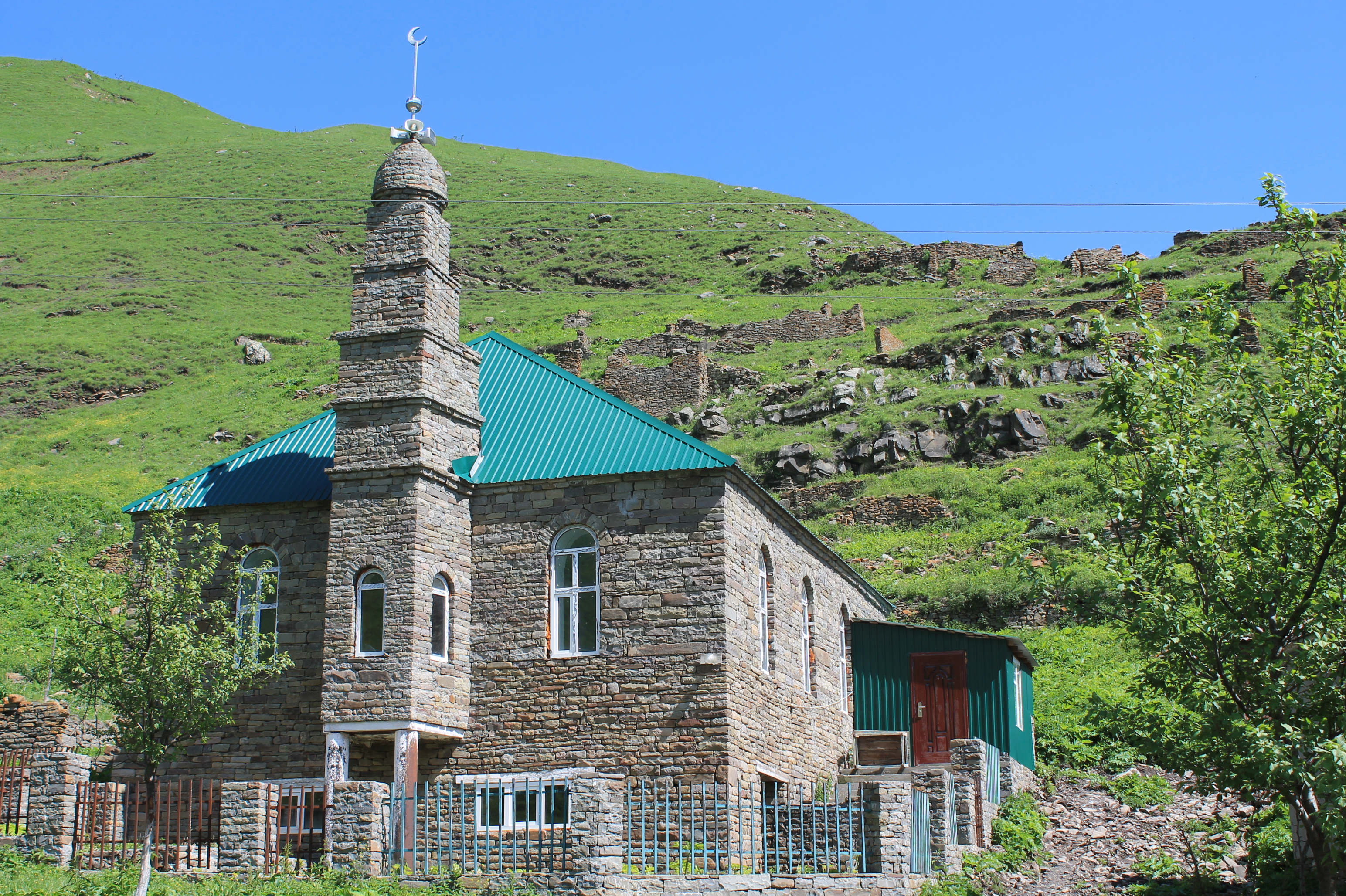
Сельская мечеть
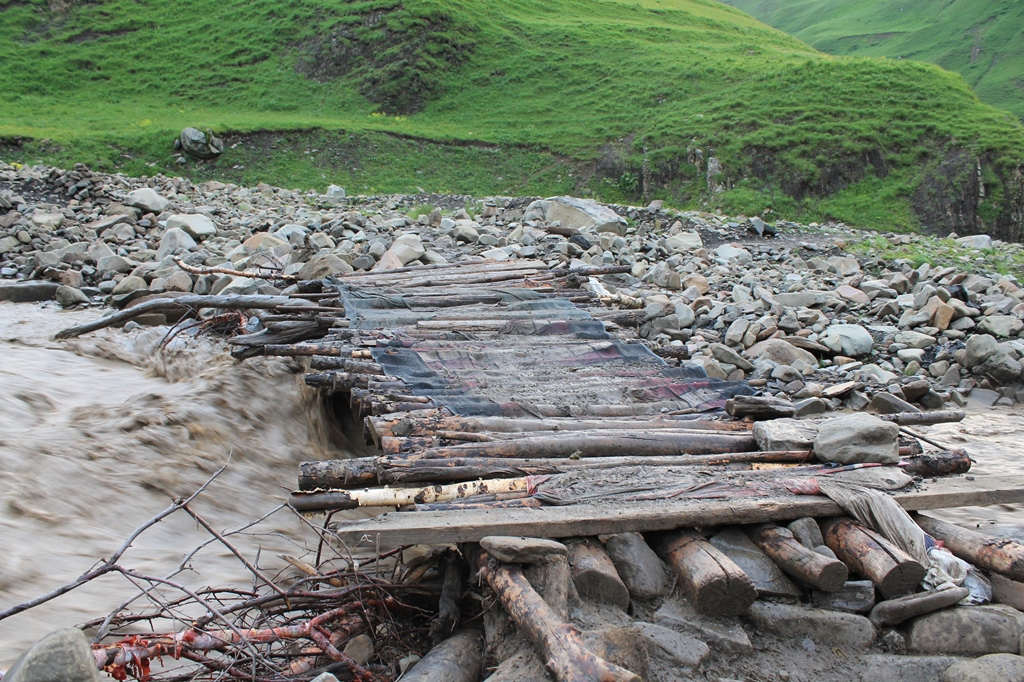
Мостик через реку
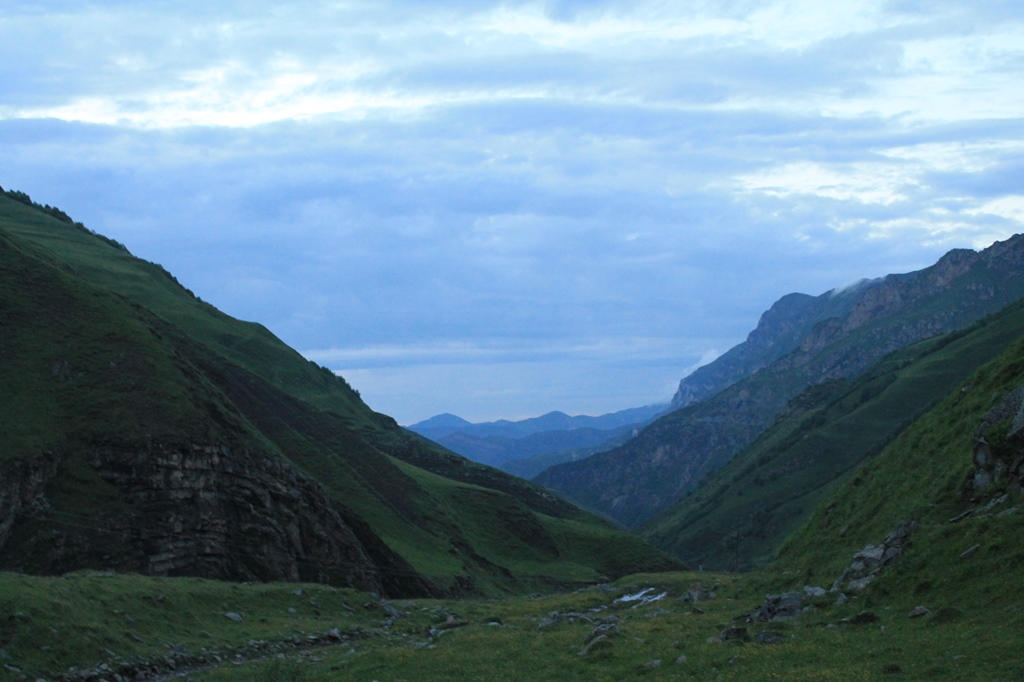
Окрестности села Чайры